# Osmoxylon novoguineense
Osmoxylon novoguineense är en araliaväxtart som först beskrevs av Rudolph Herman Christiaan Carel Scheffer, och fick sitt nu gällande namn av Odoardo Beccari. Osmoxylon novoguineense ingår i släktet Osmoxylon och familjen Araliaceae. Inga underarter finns listade.